# Lincoln MKS
Der Lincoln MKS ist ein Modell in der Oberen Mittelklasse der zur Ford Motor Company gehörenden Marke Lincoln und wurde zwischen 2008 und 2016 produziert. Wie einige Modelle von Volvo baute auch der MKS auf der Ford-D3-Plattform auf. Die Rolle des größten Modells in der Lincoln Modellpalette übernahm der seit November 2016 bestellbare und ab Anfang 2017 lieferbare Lincoln Continental (2016).

## Modellgeschichte
Einen ersten seriennahen Ausblick auf den MKS gab Lincoln auf der Detroit Auto Show 2006. Dabei handelte es sich im Design um ein sehr seriennahes Modell, dessen Formen danach fast vollständig übernommen wurden. 2007 wurde wiederum ein ähnliches Konzeptfahrzeug vorgestellt. Zusammen mit der 2006 vorgestellten Studie gab es einen ersten Ausblick auf das zukünftige Design von Lincoln. Die Studie war 5,16 Meter lang und verfügte über den aus dem Volvo XC90 bekannten 4,4 Liter großen V8-Motor mit 232 kW (315 PS) und Allradantrieb.
Das Serienmodell folgte im Mai 2008. Mit der Einstellung des Lincoln Town Car, dessen Produktion im August 2011 auslief, wurde der MKS das größte Limousinenmodell der Marke Lincoln. Für eine Werbekampagne dieses Autos coverte die Band Shiny Toy Guns im September 2009 den Song Burnin’ for You von Blue Öyster Cult.

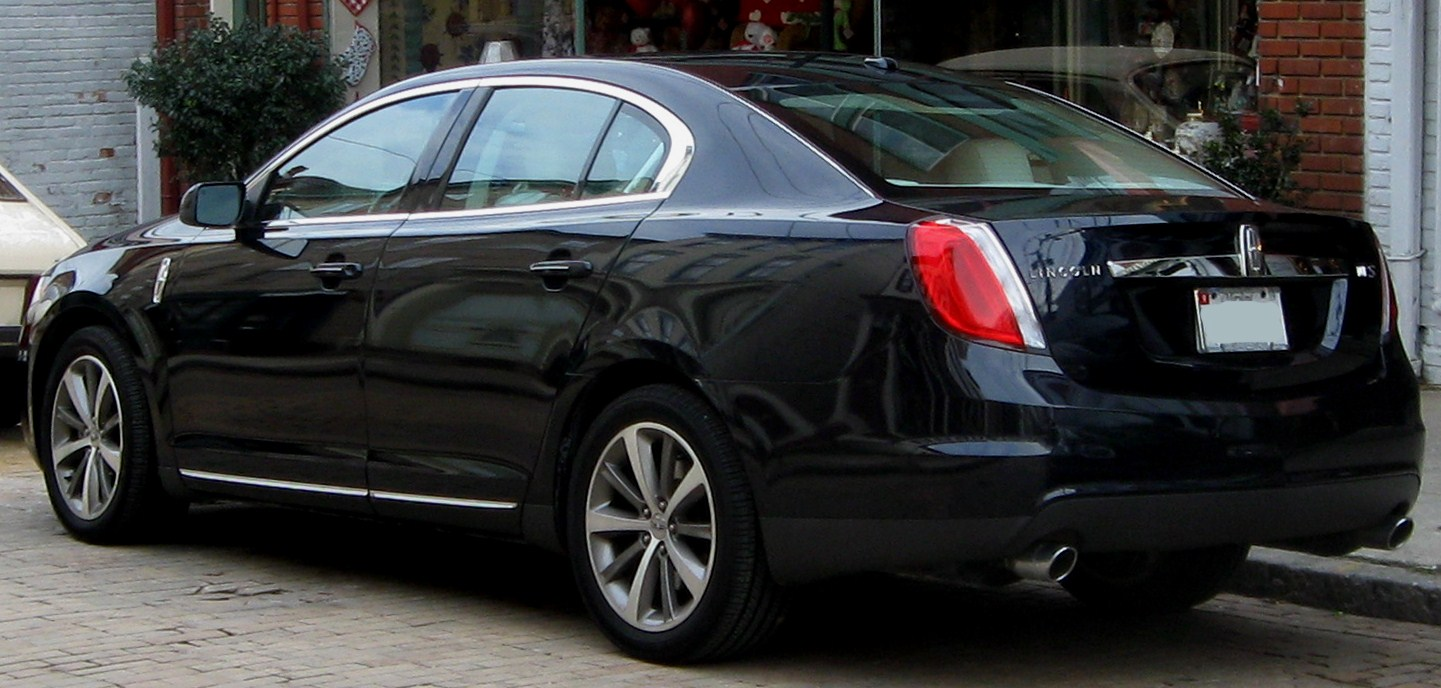
Heckansicht

Mit langer Motorhaube und einem kurzen Heck präsentiert sich der MKS im Stil einer traditionellen Limousine und ist nur in dieser Karosserieversion erhältlich. Angetrieben wird der MKS von einem 3,7-Liter-V6-DOHC-Turbo-Direkteinspritzer, der 201 kW und 374 Nm leistet. Es gibt ihn mit Front- oder Allradantrieb in Verbindung mit einer Sechsstufen-Automatik. Lincoln plant für das Jahr 2011 die Einführung eines stärkeren Motors mit rund 250 kW (340 PS). Im Sommer 2009 wurde das Motorenprogramm um einen weiteren 6-Zylinder-Ottomotor ergänzt. Dabei handelt es sich um einen 3,5-Liter-EcoBoost-Motor, der 261 kW (355 PS) leistet, jedoch einen um rund 20 Prozent niedrigeren Kraftstoffverbrauch hat.

### Modellpflege

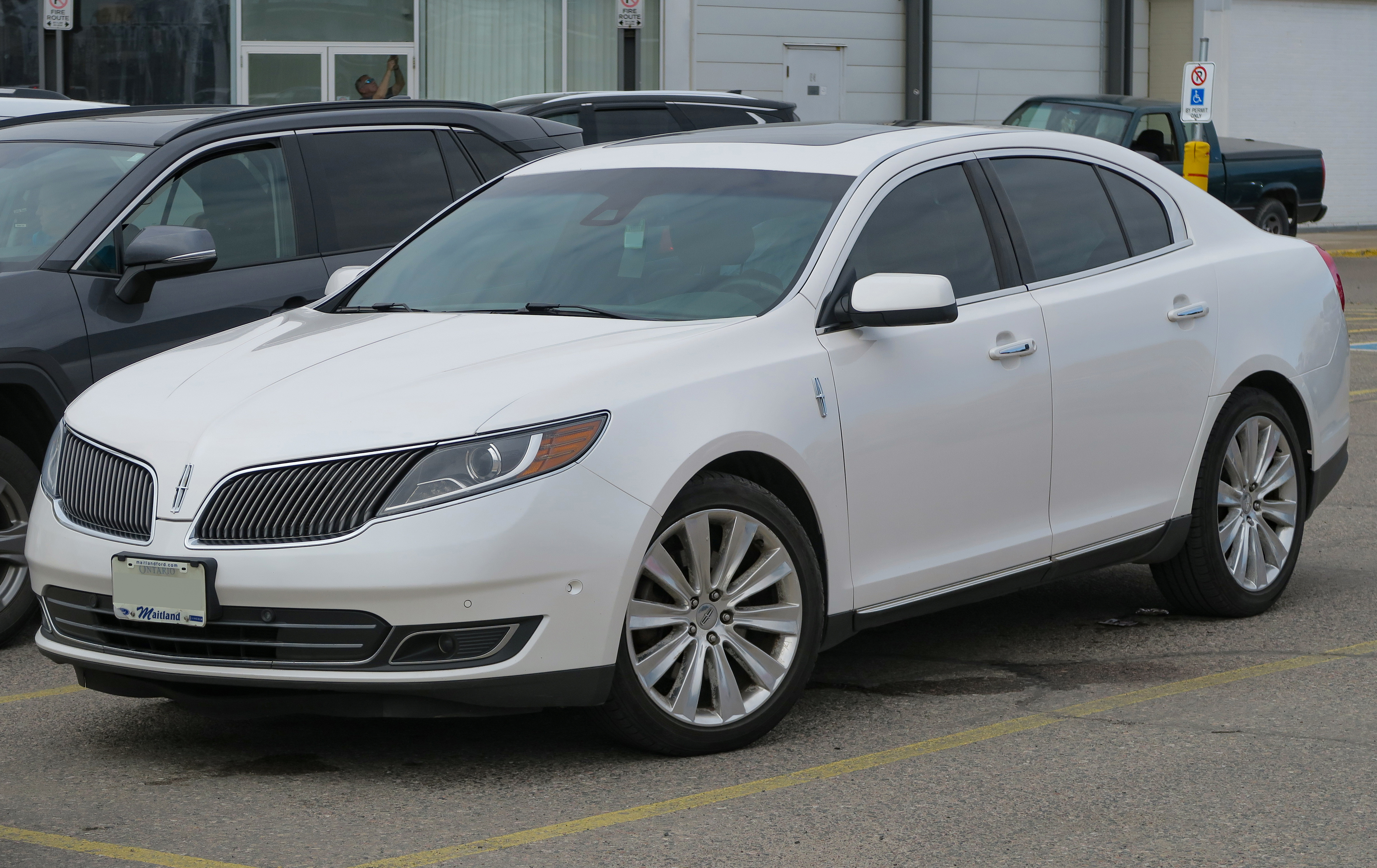
Lincoln MKS (2011–2016)

Auf der LA Auto Show Ende 2011 wurde die zweite Generation des MKS vorgestellt.
An der Front wurden die Scheinwerfer verkleinert und das Innere ebendieser neu strukturiert. Der Grill bestand nunmehr aus mehreren, feiner herausgearbeiteten Chromstreben. Außerdem waren die Einfassungen der Nebelleuchten deutlich kleiner. Am Heck wurden die Leuchten überarbeitet, so dass diese nun teilweise mit LED-Technik arbeiteten. Die Chromleiste entfiel und die Schriftzüge wanderten an das untere Ende der Heckklappe.

## Technische Daten
|                                 | MKS 3.7L V6 FWD/AWD          | MKS 3.5L V6 EcoBoost AWD     |
| Bauzeitraum                     | 2008–2016                    | 2009–2016                    |
| Motor                           | Ottomotor                    | Ottomotor                    |
| Motorbauart                     | V6                           | V6                           |
| Hubraum                         | 3698 cm³                     | 3498 cm³                     |
| Leistung                        | 201 kW (274 PS) bei 6250/min | 261 kW (355 PS) bei 5700/min |
| max. Drehmoment                 | 374 Nm bei 4250/min          | 350 Nm bei 3500/min          |
| Getriebe                        | 6-Gang-Automatikgetriebe     | 5-Gang-Automatikgetriebe     |
| Antrieb, serienmäßig [optional] | Frontantrieb [Allradantrieb] | Allradantrieb                |
| Höchstgeschwindigkeit, km/h     | k. A.                        | k. A.                        |

### Auszeichnungen
- 2009: Top Safety Pick 2010[4]